# 小林正樹
小林 正樹（こばやし まさき、1916年2月14日 - 1996年10月4日）は、日本の映画監督。

## 人物・来歴
北海道小樽区（現・小樽市）に会社員の息子として生まれる。女優の田中絹代は又従弟に当たる。旧制小樽中学校（現在の北海道小樽潮陵高等学校）を経て早稲田大学文学部哲学科に進学。早大では東洋美術を専攻し、会津八一に師事する。在学中に田中絹代に誘われて映画『桑の實は紅い』（清水宏監督）のロケ現場に1ヶ月参加する。1941年（昭和16年）早稲田大学卒業。卒業論文は「室生寺建立年代の研究」。
同年に松竹大船撮影所助監督部に入社する。同期には野村芳太郎がいた。入社試験に際しては、親しい間柄であった田中絹代に紹介を頼んだが、「映画界は実力がなければ通用しない」と諭され、田中の縁者であることを隠し通したという。同年、『暁の合唱』（清水宏監督）、『風薫る庭』（大庭秀雄監督）に助監督として就いたのち、応召する。満州においてソ連国境線の警備にあたる。軍務の合間を縫ってシナリオ『防人』を執筆。1944年（昭和19年）に宮古島へ移動、飛行場建設作業に従事する。
1945年（昭和20年）、宮古島で終戦を迎えるが、労働要員として沖縄本島嘉手納捕虜収容所に収容される。
1946年（昭和21年）に復員して松竹大船撮影所に戻り、1947年（昭和22年）助監督として木下恵介監督につく。
1948年（昭和23年）の『破戒』から『日本の悲劇』まで11作品でチーフを務め、木下門下の優等生と呼ばれた。1952年（昭和27年）、中編『息子の青春』を監督し、1953年（昭和28年）木下が脚本を手がけた『まごころ』で正式に監督に昇進。同年安部公房の脚本により、無実の罪で投獄されたBC級戦犯を描いた重厚な作品『壁あつき部屋』を監督するが、アメリカ合衆国への配慮から1956年（昭和31年）まで公開が見送られた。その後、プロ野球の内幕を暴露した『あなた買います』や、基地の町の退廃を描写した1957年（昭和32年）『黒い河』などが評価される。

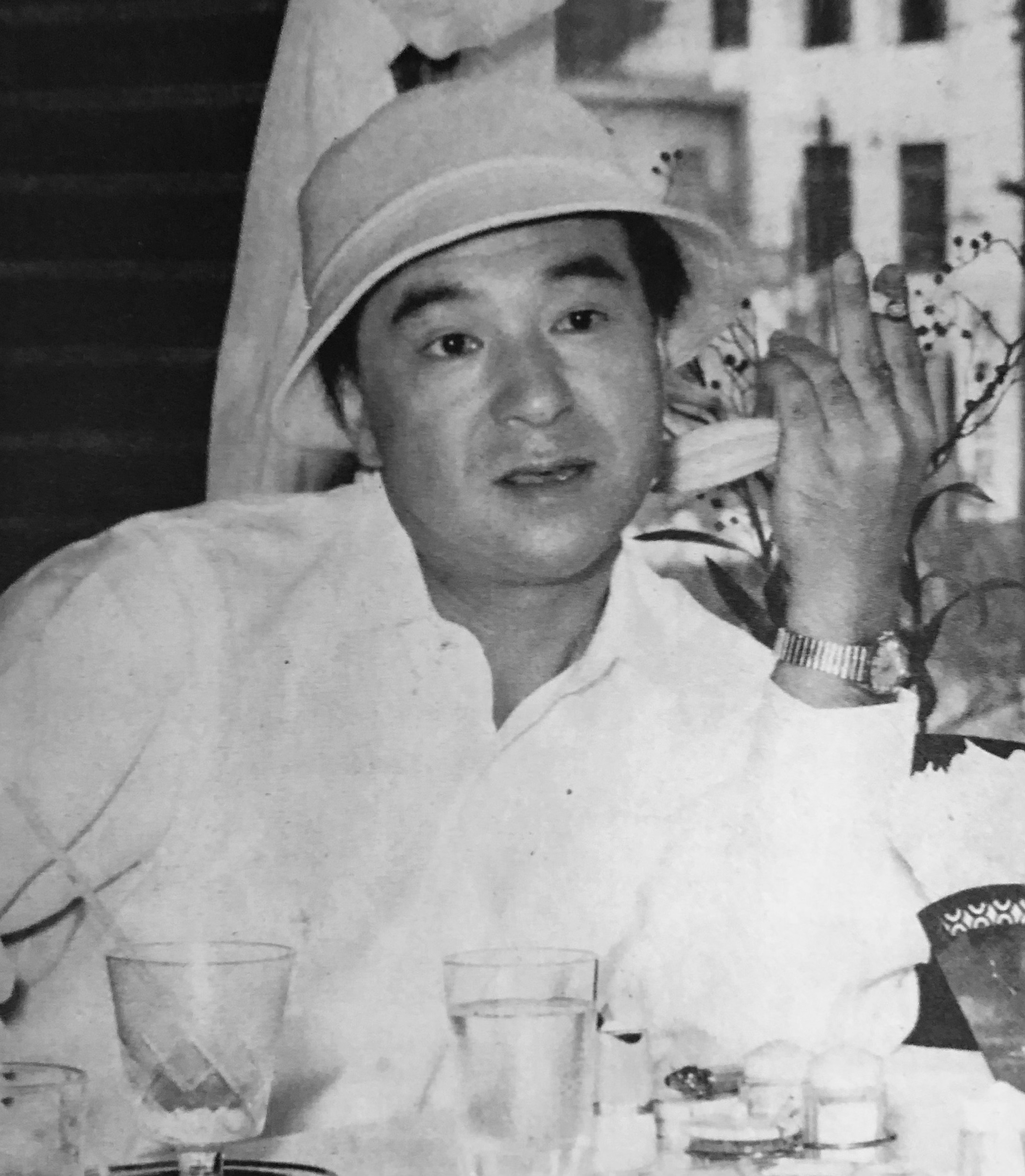
1960年頃

1959年（昭和34年）から1961年（昭和36年）の3年間にかけて公開された『人間の條件』は、五味川純平原作の大長編反戦小説『人間の條件』の映画化で、長きに渡る撮影期間と莫大な製作費をつぎ込み、6部作、9時間31分の超大作となった。完成した作品は、戦時中の日本軍の暴虐と、それに反抗したインテリ兵の逆境と敗戦、逃亡、死を見事に描ききり、毎日芸術賞、毎日映画コンクール監督賞、ヴェネツィア国際映画祭サン・ジョルジョ賞を受賞した。
1962年（昭和37年）、滝口康彦の小説『異聞浪人記』を原作にした橋本忍の脚本を得、自身でも「自作の中で最も密度が高い」と豪語した初の時代劇『切腹』でカンヌ国際映画祭審査員特別賞を受賞。続いて小泉八雲の原作『怪談』をオムニバス方式で映画化した初のカラー作品『怪談』は3時間の大作で、2度目のカンヌ国際映画祭審査員特別賞を受けたほか、アカデミー賞外国語映画賞にノミネートされ、世界的にと絶賛された。撮影は廃屋となっていた航空機の格納庫に大規模なセットを組んで行われ、ホリゾントに描かれた空の絵などに、美術を担当した戸田重昌の才気が光り、武満徹による音楽は、画や演技との掛け合いを行う音響のような効果を存分に発揮し、幻想的な世界を作り上げた。しかし、大規模なセット、長期に亘る撮影、スタッフ・キャストほか800名にもおよぶ大編成のため、製作費が大幅に膨らみ、多くの名作を世に送ってきた独立プロダクション「文芸プロダクションにんじんくらぶ」は、多額の負債を抱えて倒産するという憂き目に合う。
1965年（昭和40年）松竹を退社して東京映画と契約し、1967年（昭和42年）三船プロ第1作となる『上意討ち 拝領妻始末』を監督して、ヴェネツィア国際映画祭で国際映画批評家連盟賞を受賞、キネマ旬報ベスト・ワンとなった。1968年（昭和43年）の『日本の青春』のあとフリーとなり、1969年（昭和44年）には黒澤明、木下恵介、市川崑とともに「四騎の会」を結成。同年には第19回ベルリン国際映画祭の審査員に招待される。1971年（昭和46年）にはカンヌ国際映画祭で25周年記念として世界10大監督の1人として功労賞を受賞。同年から俳優座映画放送製作『いのちぼうにふろう』を監督や井上靖の長編小説をテレビドラマ化と同時に映画も製作した1975年（昭和50年）の『化石』などといった話題作を発表。
1982年（昭和57年）には足掛け5年の歳月をかけて米国国防総省の保管フィルムや内外のニュース映像などをつなぎ合わせ、極東国際軍事裁判の長編記録映画『東京裁判』を完成させた。『東京裁判』は、立花隆などから肯定的な評価を得た一方、南京事件に関する映像に中国・国民政府が作成した信憑性の低い『中国之怒吼』のフィルムを挿入した事が批判を受けるなど、評価が分かれた（ただし作品中では『これは中国側のフィルムである』というクレジットを表記し、中立性に配慮を行っている）。この間、井上靖原作の『敦煌』の映画企画を長年温め、脚本も完成していたが、製作を決定した新生大映社長の徳間康快とのあいだで方針の食い違いを生じ、断念せざるをえなかった。1985年（昭和60年）円地文子原作の連合赤軍事件を題材にした『食卓のない家』を監督。これが最後の映画監督作品になる。
小林は、癌を患っていた又従姉である女優・田中絹代の晩年の面倒を看た。身寄りがない田中は借金をしており、邸宅が抵当に入っていた。そのため、小林は、田中の法的な相続権もなく賃貸借の証文もないまま、田中のために奔走し、小林自らが借金をして抵当権を解除、田中の入院費をも負担した。田中の死後の1985年（昭和60年）に小林自身が病気で倒れた際には急遽、彼の働きで毎日映画コンクールに田中絹代賞が創設され、日本映画界の発展に貢献した女優に授与されることとなった。晩年は大学時代の恩師会津八一の伝記映画の準備をしていたが、1996年（平成8年）10月4日、心筋梗塞のため東京都世田谷区の自宅で80歳で死去。遺骨は、神奈川県鎌倉市の円覚寺と、絹代の出生地であり墓がある山口県下関市の市営下関中央霊園に分骨されている。
2016年2月14日に生誕100年かつ没後20年となり、これを記念し松竹のサイト上に「映画監督小林正樹 生誕100年記念プロジェクト」として小林正樹監督遺託業務世話人会の芸游会および複数の関係各社による特設サイトが設置、また全国で記念上映や企画展が開催された。

## 作品

### 監督作品

『人間の條件 第1部 純愛篇／第2部 激怒篇』（1959年）のスタッフとキャスト

『人間の條件 第5部・第6部 完結篇』（1961年）

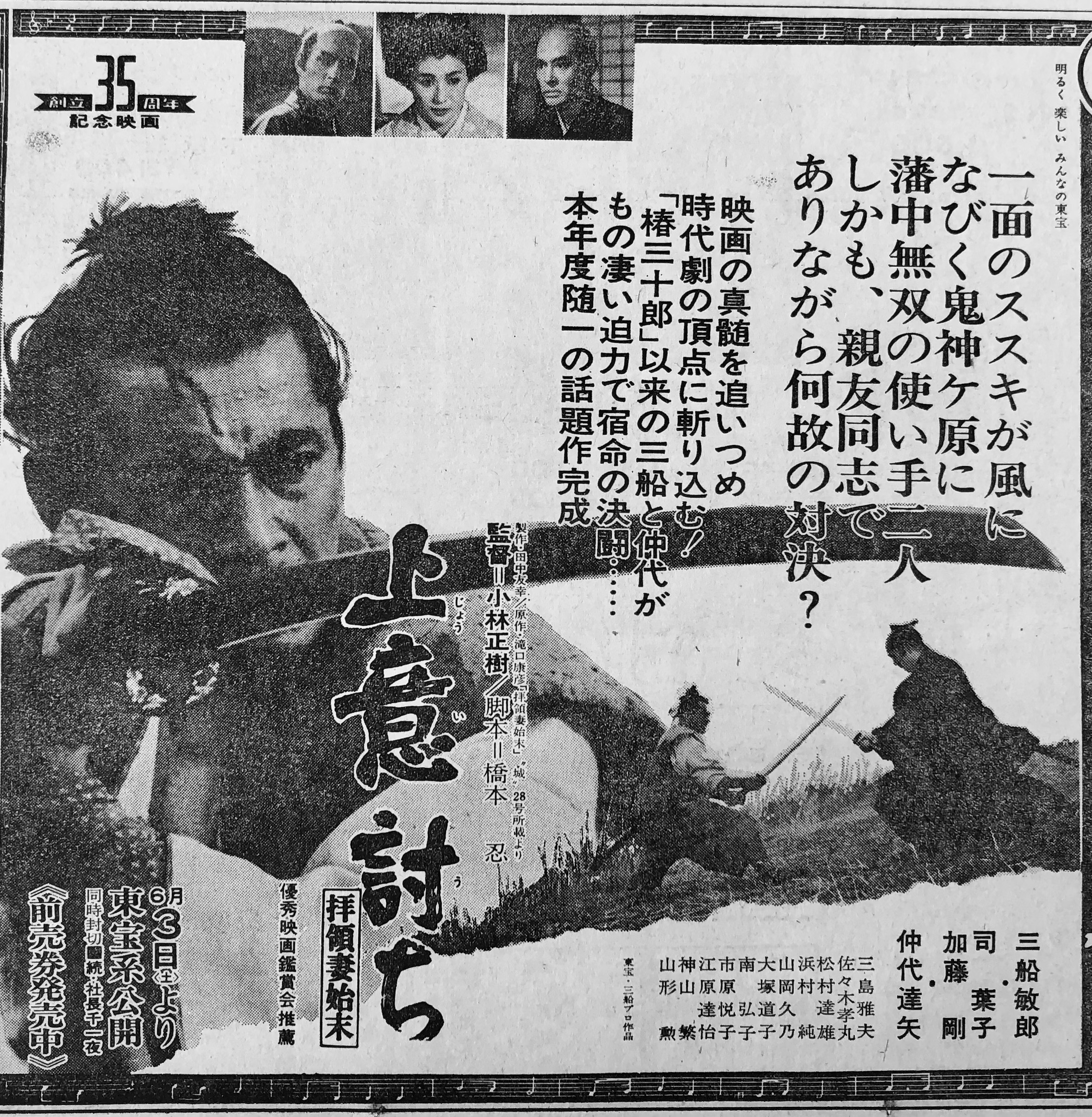
『上意討ち 拝領妻始末』（1967年）

- 息子の青春（1952年）
- まごころ（1953年）
- この広い空のどこかに（1954年）
- 三つの愛（1954年）
- 美わしき歳月（1955年）
- 壁あつき部屋（1956年）
- あなた買います（1956年）
- 泉（1956年）
- 黒い河（1957年）
- 人間の條件・第一・第二部（1959年）
- 人間の條件・第三・第四部（1959年）
- 人間の條件・完結篇（1961年）
- からみ合い（1962年）
- 切腹（1962年）
- 怪談（1965年）
- 上意討ち 拝領妻始末（1967年）
- 日本の青春（1968年）
- いのちぼうにふろう（1971年）
- 化石（1975年）
- 燃える秋（1978年）
- 東京裁判（1983年）
- 食卓のない家（1985年）

### その他の映像作品
- 破れ太鼓（1949年12月7日公開、木下惠介監督、松竹） - 脚本
- どですかでん（1970年10月31日公開、黒澤明監督、東宝） - 企画
- どら平太（2000年5月13日公開、市川崑監督、東宝） - 脚本

## 栄典
- 1990年 - 勲四等旭日小綬章受章[8]

## 評伝
- 『映画監督　小林正樹』（小笠原清・梶山弘子編、岩波書店、2016年12月）[9]
  - 知人の回想、本人へのインタビュー、戦時中の日記などを収録。

## 展示
東京の世田谷文学館で「小林正樹展」が開催された（2016年7月16日 - 9月15日） 。